# Leptodactylus tapiti
Espèce
Statut de conservation UICN

 DD  : Données insuffisantes
Leptodactylus tapiti est une espèce d'amphibiens de la famille des Leptodactylidae.

## Répartition
Cette espèce est endémique de l'État de Goiás au Brésil. Elle se rencontre vers 1 200 m d'altitude dans la municipalité d'Alto Paraíso de Goiás,.

## Étymologie
Le nom spécifique tapiti pourrait se référer au terme indigène tapiti, le lapin, en référence aux galeries creusées par cette espèce.

## Publication originale
- Sazima & Bokermann, 1978 : Cinco novas espécies de Leptodactylus do centro e sudeste brasileiro (Amphibia, Anura, Leptodactylidae). Revista Brasileira de Biologia, vol. 38, no 4, p. 899-912.